# Лопес, Фермин
Ферми́н Ло́пес Мари́н (исп. Fermín López Marín; род. 11 мая 2003 года, Эль-Кампильо) — испанский футболист, полузащитник клуба «Барселона» и сборной Испании. Чемпион Европы и олимпийский чемпион в составе сборной Испании 2024 года.

## Карьера
Фермин Лопес начал свой футбольный путь в местном клубе «Эль Кампильо», затем перешёл в «Рекреативо», а после в 2012 году перешёл в «Реал Бетис». Летом 2016 года перешёл в молодёжную академию «Барселоны». 19 августа 2022 года подписал профессиональный контракт с «Барселоной B» на два года — до 2024 года и сразу же отправился в аренду в «Линарес Депортиво» в 3-й дивизион Испании. После хороших результатов на тренировках с «Барселоной» в июле 2023 года он был вызван в первую команду на предсезонный сбор. Получил широкую известность после игры за «Барселону» в победном товарищеском матче против «Реал Мадрида» (3:0), который прошёл 29 июля 2023 года. После игры Хави подтвердил, что Лопес останется в первой команде на сезон 2023/24. Дебютировал за «Барселону» 27 августа 2023 года в Ла Лиге в матче против «Вильярреала».

## Стиль игры
Фермин Лопес — энергичный правоногий центральный полузащитник, который  может играть как на позиции атакующего полузащитника, так и вингера. Он техничен, отлично двигается без мяча, умеет использовать пространство, забивает мячи и отдаёт голевые передачи.

## Статистика выступлений

### Клубная статистика
| Выступление       | Выступление          | Выступление      | Лига | Лига | Кубок | Кубок | Еврокубки | Еврокубки | Прочие | Прочие | Итого | Итого |
| Клуб              | Лига                 | Сезон            | Игры | Голы | Игры  | Голы  | Игры      | Голы      | Игры   | Голы   | Игры  | Голы  |
| ----------------- | -------------------- | ---------------- | ---- | ---- | ----- | ----- | --------- | --------- | ------ | ------ | ----- | ----- |
| Линарес Депортиво | Второй дивизион RFEF | 2022/23          | 37   | 12   | 3     | 0     | 0         | 0         | 0      | 0      | 40    | 12    |
| Линарес Депортиво | Итого                | Итого            | 37   | 12   | 3     | 0     | 0         | 0         | 0      | 0      | 40    | 12    |
| Барселона         | Примера              | 2023/24          | 31   | 8    | 2     | 1     | 8         | 2         | 1      | 0      | 42    | 11    |
| Барселона         | Примера              | 2024/25          | 26   | 5    | 6     | 1     | 11        | 1         | 1      | 0      | 44    | 7     |
| Барселона         | Итого                | Итого            | 57   | 13   | 8     | 2     | 19        | 3         | 2      | 0      | 86    | 18    |
| Всего за карьеру  | Всего за карьеру     | Всего за карьеру | 94   | 25   | 11    | 2     | 19        | 3         | 2      | 0      | 126   | 30    |

1. ↑  Суперкубок Испании.

### Сборная
| Матчи и голы Фермина Лопеса за сборную Испании | Матчи и голы Фермина Лопеса за сборную Испании | Матчи и голы Фермина Лопеса за сборную Испании | Матчи и голы Фермина Лопеса за сборную Испании | Матчи и голы Фермина Лопеса за сборную Испании | Матчи и голы Фермина Лопеса за сборную Испании | Матчи и голы Фермина Лопеса за сборную Испании |
| №                                              | Дата                                           | Оппонент                                       | Счёт                                           | Голы                                           | Соревнование                                   |                                                |
| ---------------------------------------------- | ---------------------------------------------- | ---------------------------------------------- | ---------------------------------------------- | ---------------------------------------------- | ---------------------------------------------- | ---------------------------------------------- |
| 1                                              | 5 июня 2024                                    | Андорра                                        | 5:0                                            | —                                              | Товарищеский матч                              |                                                |
| 2                                              | 24 июня 2024                                   | Албания                                        | 1:0                                            | —                                              | Финальные матчи ЧЕ-2024                        |                                                |

Итого: 2 матча / 0 голов; 2 победы, 0 ничьих, 0 поражений

## Достижения
«Барселона»
- Чемпион Испании: 2024/25
- Обладатель Кубка Испании: 2024/25
- Обладатель Суперкубка Испании: 2025

Сборная Испании
- Чемпион Европы: 2024
- Олимпийский чемпион: 2024
- Серебряный призёр Лиги наций УЕФА: 2024/25